# Juan Píriz
Juan Píriz (* 17. Mai 1902 in Montevideo; † 23. März 1946) war ein uruguayischer Fußballspieler.

## Vereinskarriere
Der aus Durazno stammende Píriz, der der ältere Bruder von Conduelo Píriz, Cousin von Juan Emilio Píriz und Großonkel Willy Píriz’ war, spielte im Verein für Club Atlético Defensor und Nacional Montevideo. Letzterem Klub gehörte er während seiner Olympiateilnahme 1928 an.

## Nationalmannschaft
Píriz war Mitglied der uruguayischen Fußballnationalmannschaft, mit der er den Gewinn der Goldmedaille bei den Olympischen Sommerspielen 1928 feierte. Im Verlaufe des Turniers wurde er sowohl in der Partie gegen die deutsche Olympiamannschaft als auch im zweiten Finalspiel gegen Argentinien eingesetzt.